# لوئیس سابرو
لوئیس سابرو (اسپانیایی: Luis Zubero‎؛ زادهٔ ۱۸ مارس ۱۹۴۸) دوچرخه‌سوار اهل اسپانیا است. وی در بازی‌های المپیک تابستانی ۱۹۶۸ شرکت کرده است.